# Orbea halipedicola
Orbea halipedicola är en oleanderväxtart. Orbea halipedicola ingår i släktet Orbea och familjen oleanderväxter.

## Underarter
Arten delas in i följande underarter:
- O. h. halipedicola
- O. h. septentrionalis